# Głubczyn
Głubczyn (nazwa niemiecka Steinau, w latach 1945–1974 Głupczyn) – wieś w Polsce położona w województwie wielkopolskim, w powiecie złotowskim, w gminie Krajenka.
Od 1588 jest siedzibą rzymskokatolickiej parafii Trójcy Świętej.

## Historia
Początki wsi datuje się na 1380. W XV wieku właścicielami byli Danaborscy herbu Topór, a następnie Grzymułtowscy herbu Nieczuja, Kościeleccy herbu Ogończyk i Grudzińscy herbu Grzymała. W 1588 wzniesiono pierwszy kościół. W 1653 wymieniona jest szkoła wiejska z nauczycielem Krzysztofem Trudnikim. Zygmunt Grudziński sprzedał swoje dobra Jakubowi Bleszno-Bleszeńskiemu. W drodze spadku następnym właścicielem był kasztelan bydgoski Michał Błeszyński herbu Oksza, a potem August Gorzeński herbu Nałęcz z Dobrzycy, który sprzedał je Andrzejowi Goetzendorf-Grabowskiemu herbu Zbiświcz (1784). Odziedziczył je jego syn - Jan Teodor. Następnym właścicielem był Józef Bojanowski herbu Junosza, który sprzedał Głubczyn Józefowi Hamernikowi. On to rozpoczął parcelację dóbr, a dokończył ją Hermann Orlowius. W 1871 ukończono budowę nowego kościoła, czyli budowli obecnej. Posługę pełnił tu ksiądz Maksymilian Grochowski, bojownik o polskość Krajny i Ziemi Złotowskiej (jego grób znajduje się przy świątyni). Po 1919 wieś nie powróciła do Polski. 20 października 1930 otwarto we wsi szkołę, zamkniętą w 1939 (od 1982 imienia Maksymiliana Grochowskiego).
W latach 1975–1998 miejscowość administracyjnie należała do województwa pilskiego.

## Obiekty
Zabudowa na planie owalnicy. Istotne obiekty to: 
- kościół św. Jana Chrzciciela i grób Maksymiliana Grabowskiego,
- cmentarz parafialny.